# 미검출기
의학에서 미검출기(Window period)는 첫 번째 감염과 검사가 해당 감염을 안정적으로 감지할 수 있는 시점 사이의 기간이다. 항체 기반 검사에서 미검출기는 혈청전환에 걸리는 시간에 따라 다르다.
미검출기는 역학 및 세이프 섹스, 혈액 및 장기 기증에 중요하다. 왜냐하면 이 기간 동안 감염된 사람이나 동물은 감염된 것으로 감지될 수 없지만 여전히 다른 사람을 감염시킬 수 있기 때문이다. 이러한 이유로 가장 효과적인 질병 예방 전략은 테스트 기간보다 긴 대기 기간을 테스트와 결합한다.

## 예시

### HIV
HIV에 대한 미검출기는 테스트 방법 및 기타 요인에 따라 최대 3개월이 될 수 있다. RNA 기반 HIV 검사는 미검출기가 가장 낮다. 현대적이고 정확한 테스트 능력은 테스트 유형과 관리 및 해석의 품질에 따라 이 기간을 25일, 16일 또는 심지어 12일까지 단축할 수 있다.

### B형 간염
B형 간염 감염에서 두 기간을 미검출기라고 할 수 있다.
1. HBsAg가 HBsAb 혈청전환으로 전환되는 동안, 즉 혈청에서 표면 항원(HBsAg)이 소실되고 HBsAb(항-HBs)가 나타날 때 까지의 기간
2. 감염과 HBsAg 출현 사이의 기간

HBsAg에서 HBsAb 혈청전환으로 전환되는 기간 동안 IgM anti-core(HBc-IgM)가 유일하게 검출 가능한 항체이다. HBV DNA도 양성일 수 있다. 이 미검출기는 만성 B형 간염에 걸린 사람, 즉 6개월 이상 HBV DNA가 계속 검출되는 사람(HbsAg는 양성으로 유지됨) 또는 고립된 HBcAb 양성으로 발전한 사람, 즉 HBsAg는 소실되었지만 HBV DNA는 나타나지 않는 사람에게는 발생하지 않는다.

## 같이 보기
- 잠복기